# Neozephyrus takasagoensis
Neozephyrus takasagoensis är en fjärilsart som beskrevs av Nire 1920. Neozephyrus takasagoensis ingår i släktet Neozephyrus och familjen juvelvingar. Inga underarter finns listade i Catalogue of Life.